# Pardosa pyrenaica
Pardosa pyrenaica är en spindelart som beskrevs av Torbjörn Kronestedt 2007. Pardosa pyrenaica ingår i släktet Pardosa och familjen vargspindlar. Inga underarter finns listade i Catalogue of Life.